# Pleasanton, Iowa
Pleasanton är en ort i Decatur County i Iowa. Vid 2020 års folkräkning hade Pleasanton 32 invånare.